# Lana
La lana è una fibra tessile naturale che si ottiene dal vello di ovini (pecore e di alcuni tipi di capre), conigli, camelidi (cammelli, lama, vigogna, alpaca, ecc.) e produzioni minori da cani (chiengora), yak e antilope tibetana (Shahtoosh). La lana che si viene ad ottenere viene definita "lana vergine".
Un altro metodo per ricavare la lana è quello di recuperarla dopo la macellazione della pecora stessa. La lana che si ricava si chiama "lana di concia". L'industria inoltre riutilizza la lana ricavata dagli scarti di produzione; si parla in questo caso di "lana rigenerata", e il procedimento è detto ciclo rigenerato.

## Storia

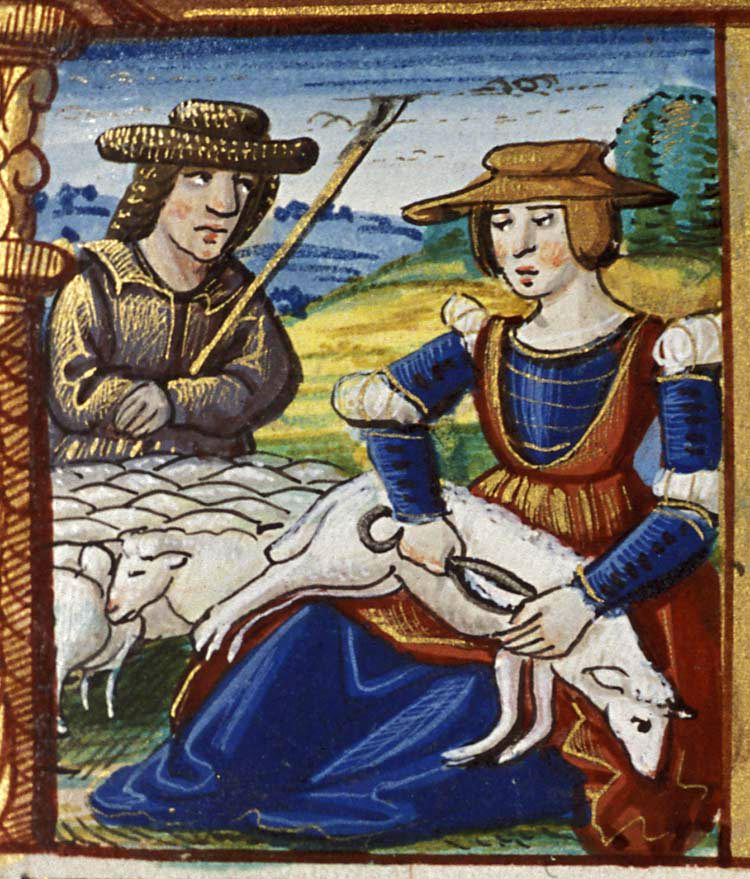
Raffigurazione del 1524 dell'operazione di tosatura delle pecore

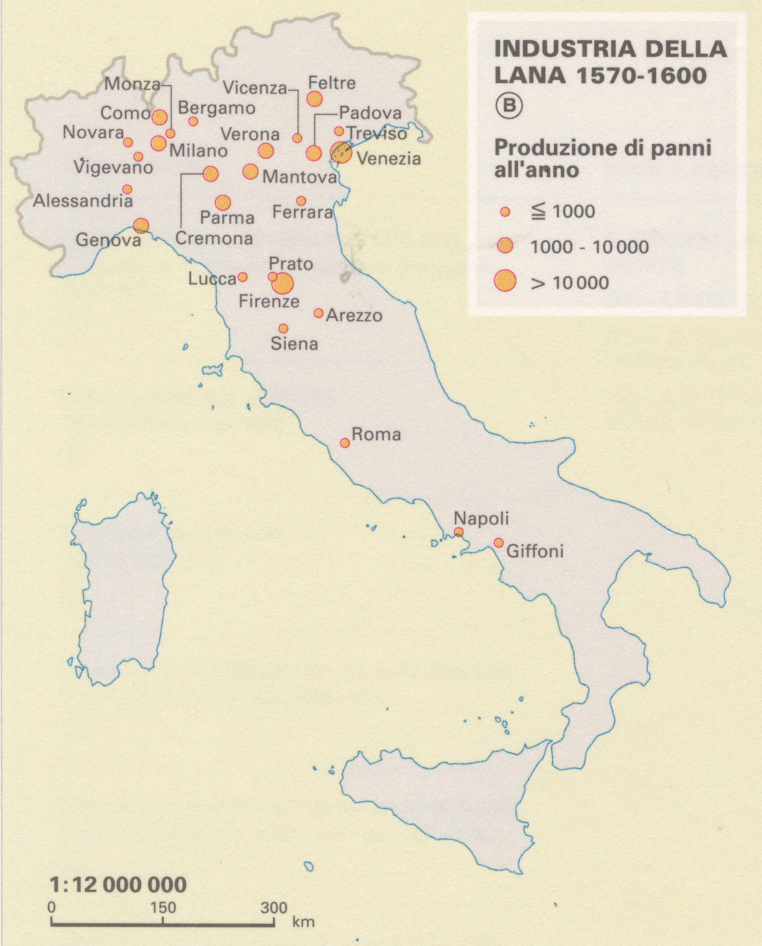
Industria della lana in Italia tra il 1570 e il 1600, con indicazione dei maggiori centri di produzione.

Si hanno diverse testimonianze scritte e archeologiche dell'utilizzo della lana già nella preistoria. Sebbene i reperti archeologici in lana più antichi sono invece datati intorno al 1800 a.C., secondo alcuni studi, in Mesopotamia la lana era utilizzata già a partire dal 3000 a.C.
Molte raffigurazioni su ceramica testimoniano l'importanza della lana nell'Antica Grecia, dove nell'Età del ferro costituiva la materia tessile più utilizzata.
Anticamente i fiocchi di lana venivano strappati dal vello dell'animale. Ai romani si deve l'introduzione delle cesoie per la tosatura del bestiame. I romani conoscevano inoltre le tecniche di produzione del feltro, una particolare stoffa ricavata dalla lana e dalle pelli degli animali.
L'industria della lana attraversò in Europa un periodo fiorente durante il Medioevo fino alle migrazioni barbariche, quando i danni agli allevamenti ne arrestarono lo sviluppo.
A partire dall'XI secolo in Europa operarono delle corporazioni che controllavano la vendita e lo scambio delle merci. Tra queste corporazioni figuravano in Italia anche le corporazioni dell'arte della lana.
Dal XIII secolo l'Inghilterra primeggiò in Europa per la produzione della lana. Nel 1370 venivano prodotte in Inghilterra 44 tipologie di lana differenti.
Tra il 1400 e il 1700, la selezione del bestiame portò in Spagna alla creazione della pecora merino.
Nel 1810 vennero costruiti in Gran Bretagna i primi impianti di filatura meccanica.

## Origine
Gli animali da cui si ricava la lana sono: 
- la pecora Merino: razza definita in Spagna intorno al XII secolo a partire da un lavoro secolare di selezione. Attualmente allevata in modo estensivo in Australia, Nuova Zelanda, Germania e in Islanda, Sud America e in Africa, è utilizzata per produrre una lana molto fine e pregiata;
- la pecora di razze indigene: hanno pelo più duraturo, usato tradizionalmente per la confezione di materassi e tappeti;
- la capra d'Angora, allevata in Turchia, Sudafrica, Stati Uniti dalla quale si ottiene la lana mohair;
- la capra del Cachemire, originaria del hameri (Tibet) diffusa anche in India, Cina, Iran, Afghanistan dalla quale si ricava una lana molto pregiata;
- l'alpaca, un tipo di lama che vive sulle Ande, da cui si produce lana di alpaca;
- la vigogna, altro tipo di lama delle Ande peruviane;
- il cammello, sia quello asiatico sia i dromedari africani;
- il coniglio, da cui si produce l'angora;
- il dromedario.

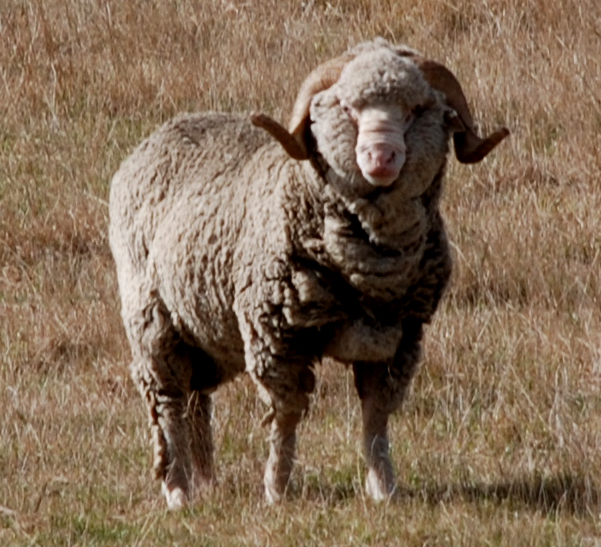
Pecora merino
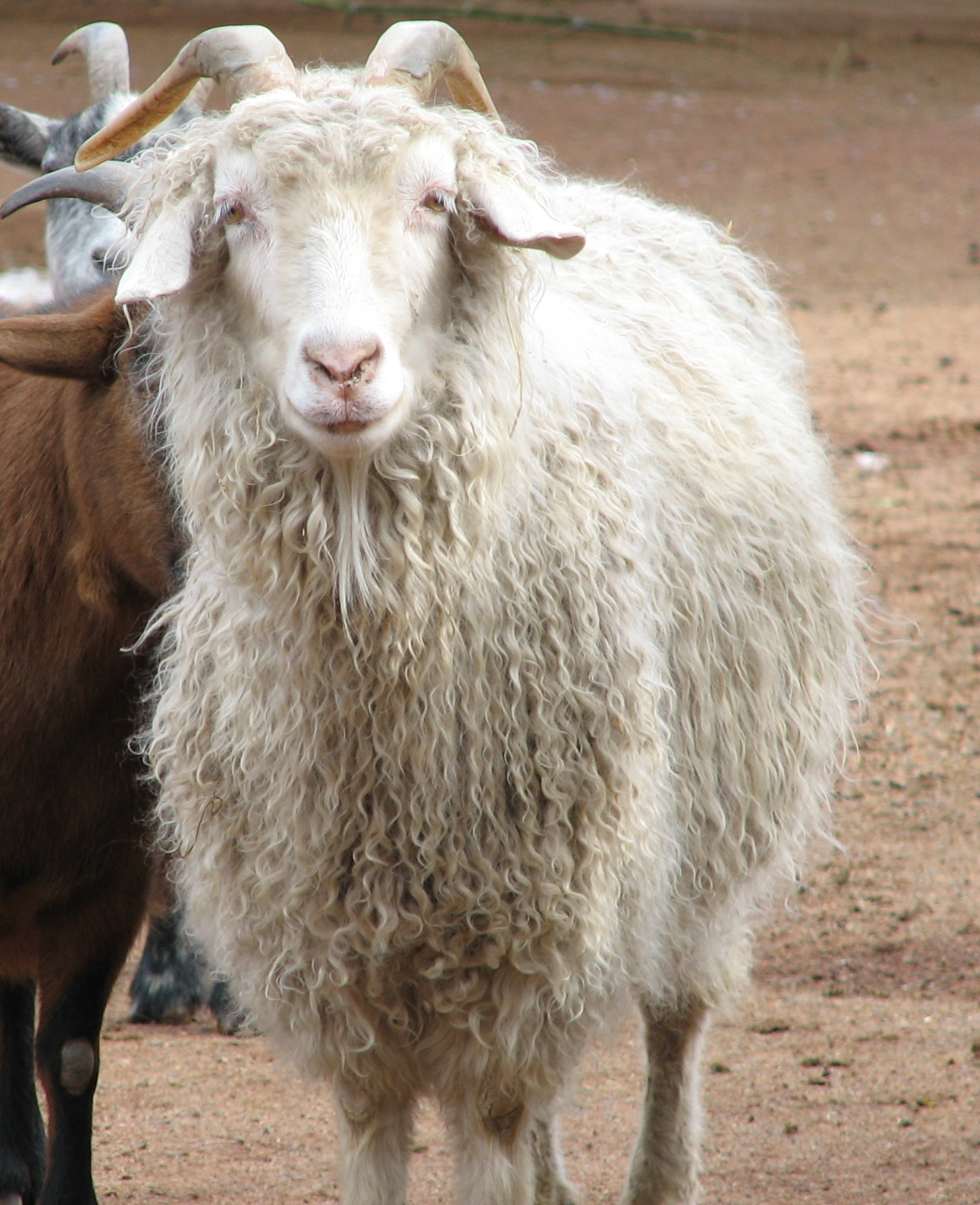
Capra d'Angora
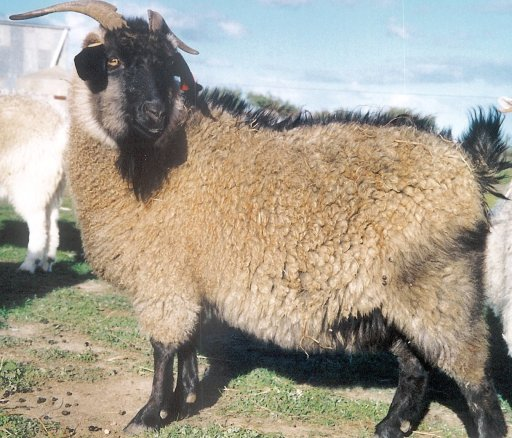
Capra del Cachemire
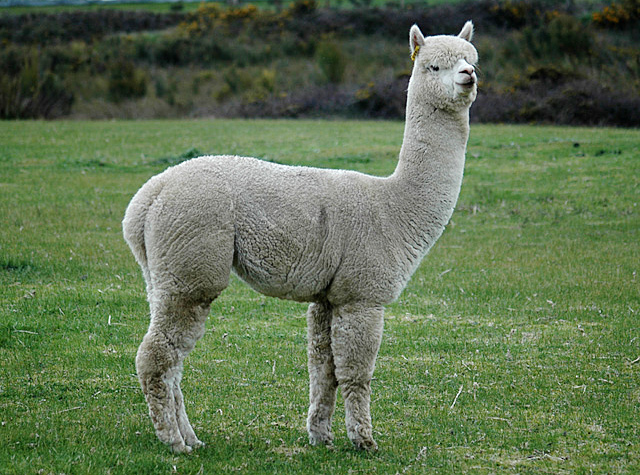
Alpaca
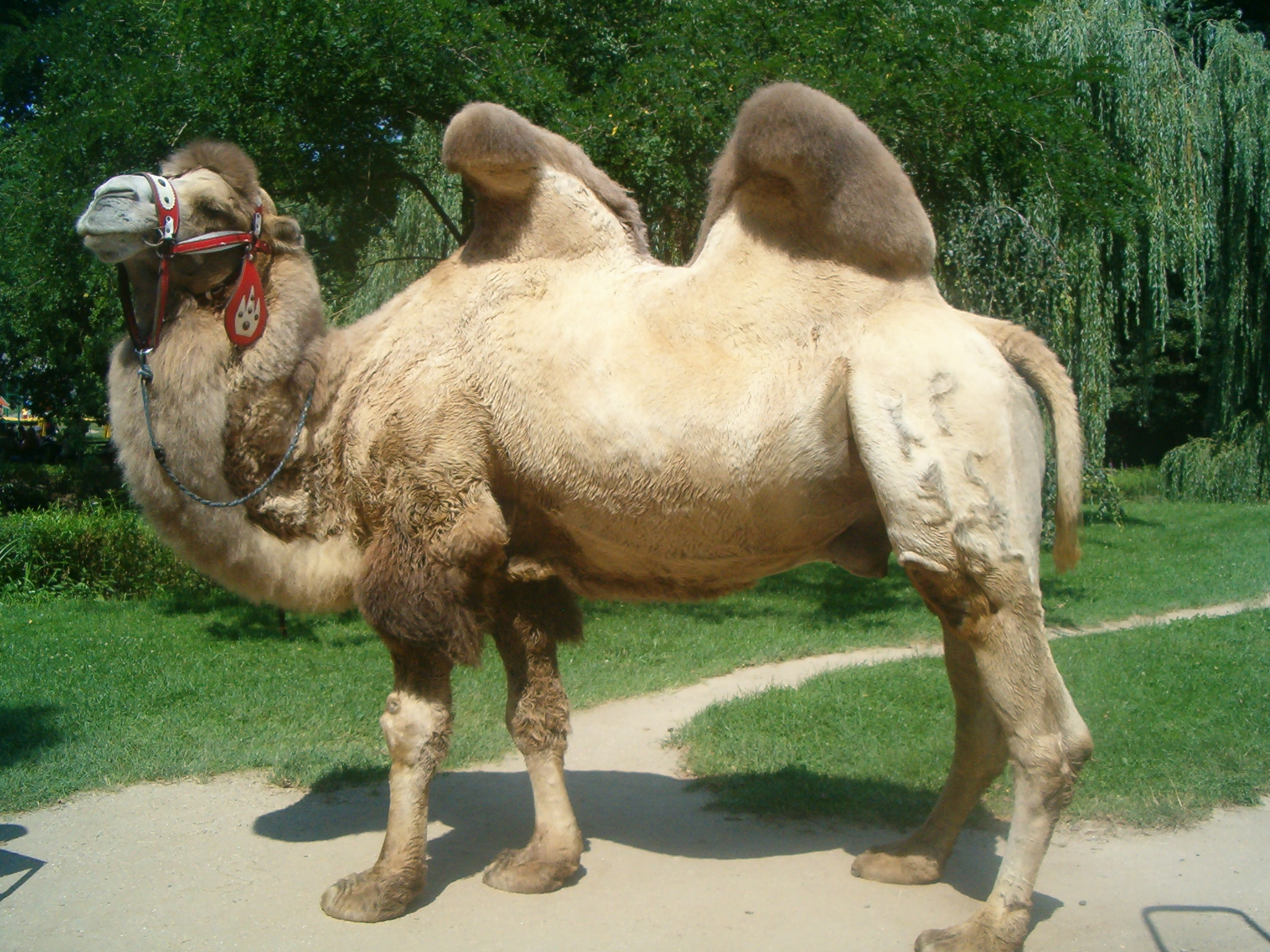
Cammello
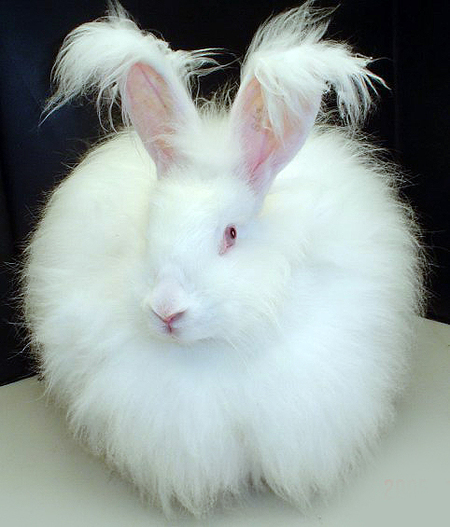
Coniglio d'Angora

## Aspetto
La lana, una volta lavata per ripulirla e sgrassarla, può presentare tinte diverse, in particolare: avorio, bianco, nero o marrone.
Le fibre di lana hanno una lunghezza che va da 40 mm a 350 mm e un diametro che va da 16 μm fino ad oltre 50 µm.
Nell'analisi microscopica, si può notare che longitudinalmente nelle fibre di lana si distinguono le seguenti zone, andando dall'esterno verso l'interno della fibra:
Sotto le scagliette si trovano nell'ordine:
- la cuticola, suddivisa in esocuticola (più esterna) ed endocuticola (più interna);[11]
- una guaina protettiva denominata elasticum;
- il cortice o cortex, che è costituito da un tessuto fibroso formato da cellule corticali (o fibrille) unite da tessuto connettivo; si suddivide in paracortex e ortocortex;[12]
- un canale midollare (o cavità porosa), che non è riscontrabile nelle lane a fibra più fine.[13]

Nella cuticola sono presenti delle caratteristiche scagliette che ne ricoprono la superficie esterna, mentre la sua sezione è di tipo circolare. Queste caratteristiche microscopiche sono la causa della lucentezza della lana.

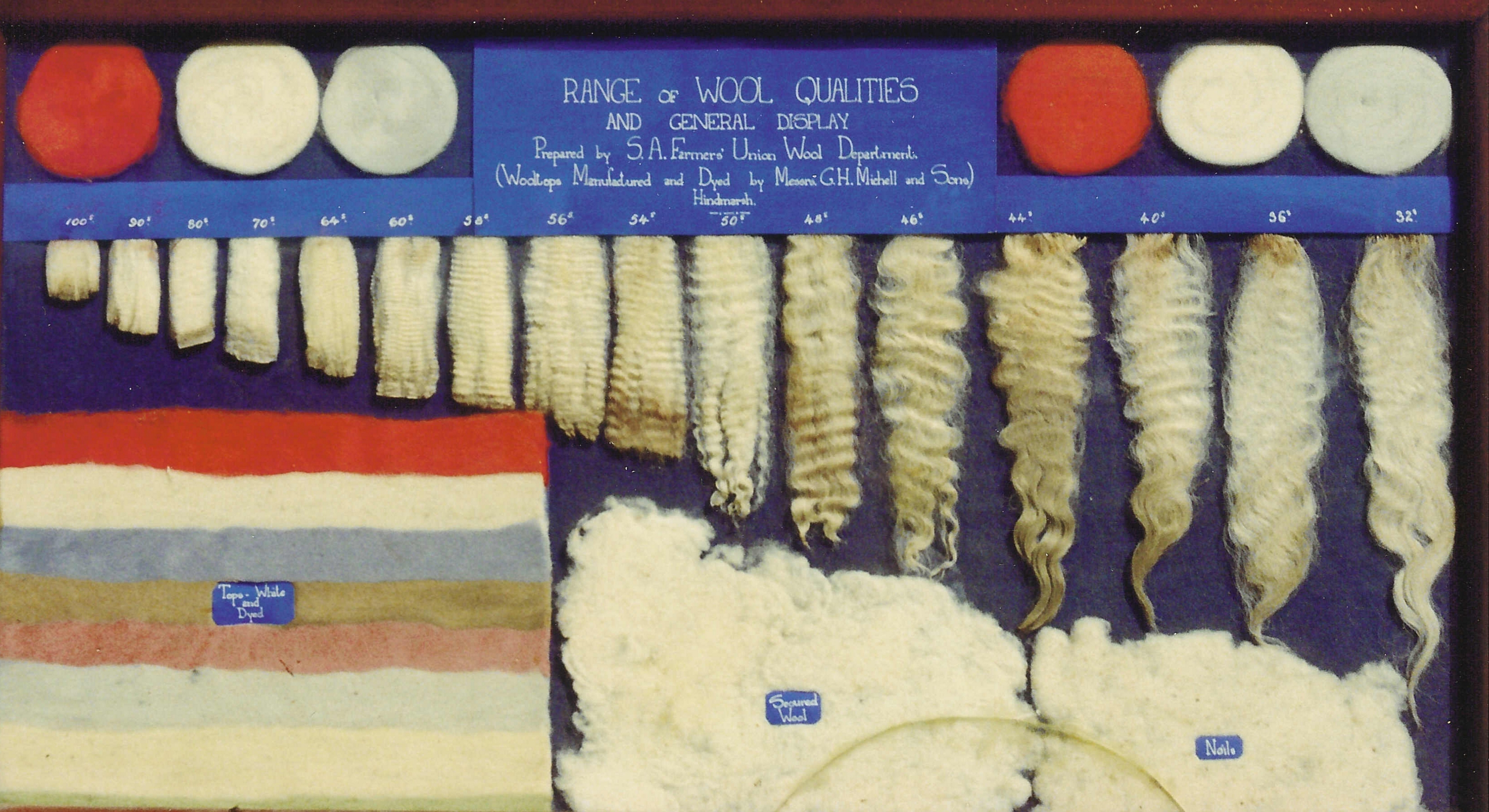
Campioni di lana suddivisi per tipologia.
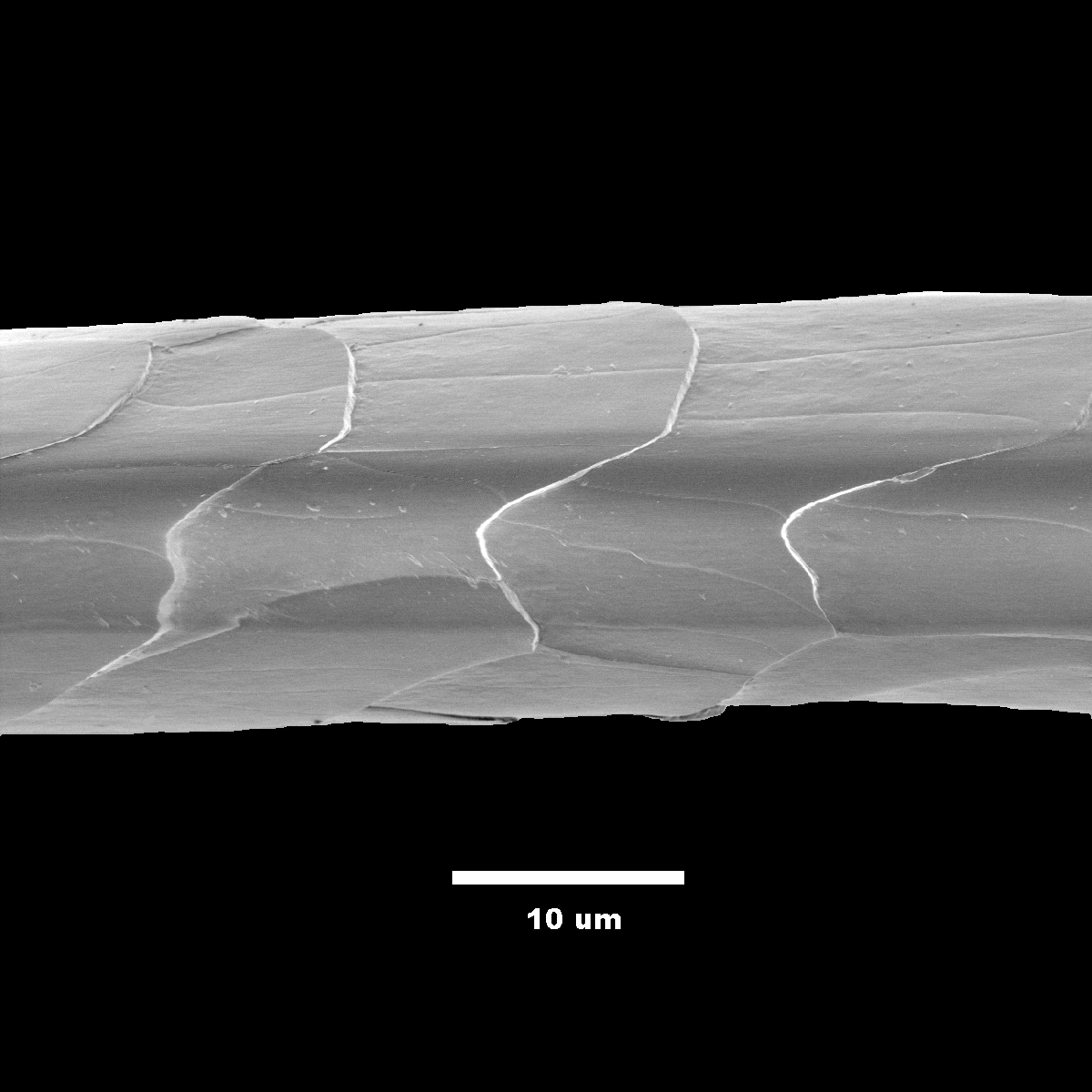
Fibra di lana di Cachemire al microscopio.
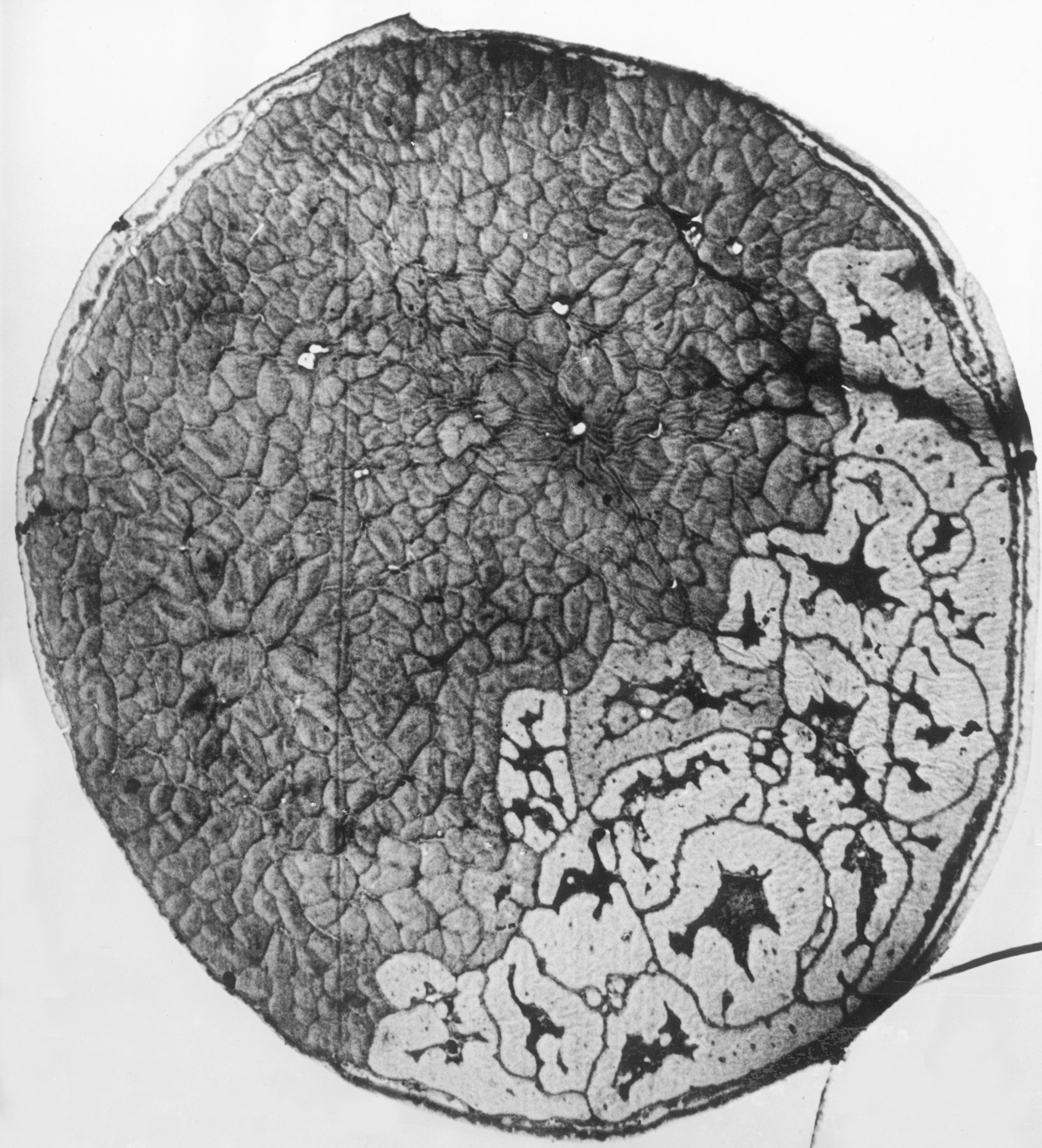
Sezione trasversale di una fibra di lana al microscopio. Si distinguono il paracortex (zona più chiara a destra) e l'ortocortex (zona più scura a sinistra).

## Proprietà generali
La fibra, che è costituita da una sostanza proteica, la cheratina, ha lunghezza tra i 2 e i 90 mm e sezione circolare; è rivestita esternamente da squame e presenta numerose ondulazioni elastiche, origine della caratteristica "arricciatura". Questa struttura conferisce alla lana morbidezza, elasticità, igroscopicità ed elevata termocoibenza, resistenza termica a secco, per via dell'aria trattenuta tra le fibre. Scarsa invece la resistenza alle sollecitazioni meccaniche.
Rispetto alle altre fibre tessili, ha bassissima tenacità (1,2-1,7 g/den), buon allungamento (30~50%), elevata igroscopicità e ottima resistenza a muffe e batteri, ma può essere attaccata dalle tarme.

## Proprietà termiche
La lana è una fibra calda al tatto e dotata di alta termocoibenza. Quest'ultima caratteristica determina che gli indumenti tessuti con la lana risultino più spessi con un conseguente trattenimento di una maggiore quantità di aria.
Il calore provoca sulla fibra della lana la degradazione. Una prima degradazione che si manifesta con un impercettibile ingiallimento può cominciare attorno ai 70 °C; a 130 °C inizia la decomposizione; infine, a 170 °C si ha uno sviluppo di ammoniaca. Tuttavia, la lana può rimanere esposta per brevi tempi senza soffrire degradazione anche a una temperatura di 200 °C; questa proprietà viene sfruttata dalle industrie per l'operazione di termofissaggio.
La lana è dotata anche di termoplasticità ed è relativamente resistente alla fiamma e, bruciando, sviluppa un odore simile all'osso bruciato contemporaneamente alla formazione di piccoli grani neri che, se toccati, si polverizzano.
Il tessuto di lana non solo isola dal freddo ma anche dal caldo; alcune popolazioni africane la usano di giorno per ripararsi dal caldo e la sera dal freddo.

## Produzione e lavorazione
La prima fase di produzione della lana è la tosatura, ovvero il taglio del pelo dell'animale vivo con cesoie, che per le pecore avviene normalmente in primavera e/o in autunno.
In alcuni casi, la lana viene tosata da animali morti per cause naturali o macellati: si parla in questo caso di "lana da concia" e la qualità è inferiore rispetto a quella ottenuta dalla tosatura degli animali vivi.
La lana di tosatura è generalmente "lana sucida", cioè impregnata di sostanze grasse e altre impurità che vanno eliminate nella successiva fase di lavatura. Se invece le pecore sono lavate prima della tosatura, la lana di tosatura viene detta "lana saltata".
La lana tosata viene quindi arrotolata sotto forma di balle e inviata nei lanifici per la sua lavorazione.
Nel lanificio, dopo la cernita (che serve a classificare le varie tipologie di fibre), la lana viene lavata, battuta e lubrificata. In particolare il lubrificante viene applicato durante l'operazione di ensimaggio, che ha lo scopo di evitare l'accumulo di cariche elettrostatiche sulla lana.
A seconda della lunghezza delle fibre, la lana è poi sottoposta a filatura cardata (se a fibra corta) oppure a pettinatura (se a fibra lunga). I fili così ottenuti sono quindi raccolti nei rocchetti, passando quindi alla tessitura. La tintura può essere eseguita dopo la fase di tessitura o durante altre fasi della lavorazione, a seconda del tipo di lana.

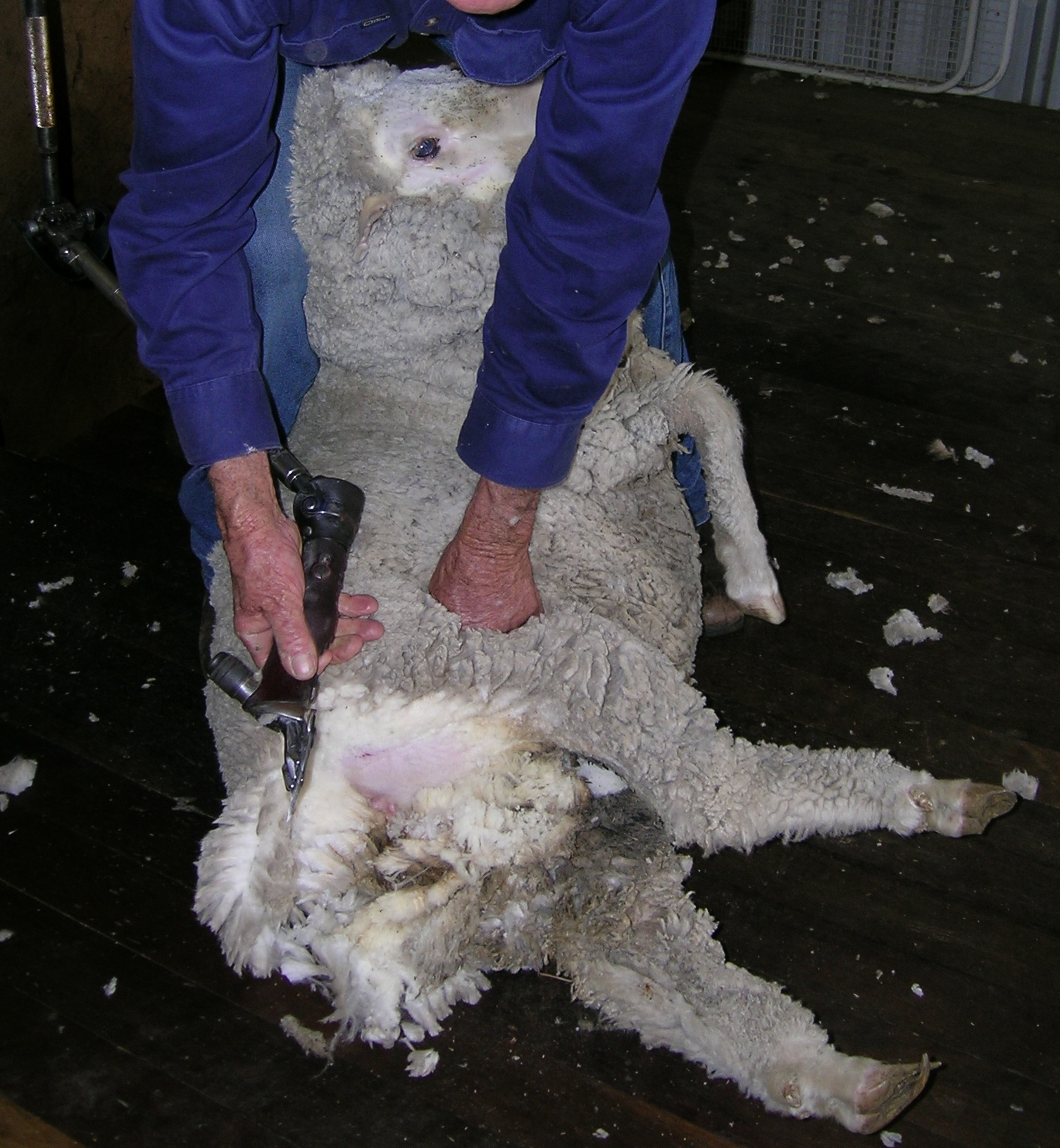
Tosatura di una pecora
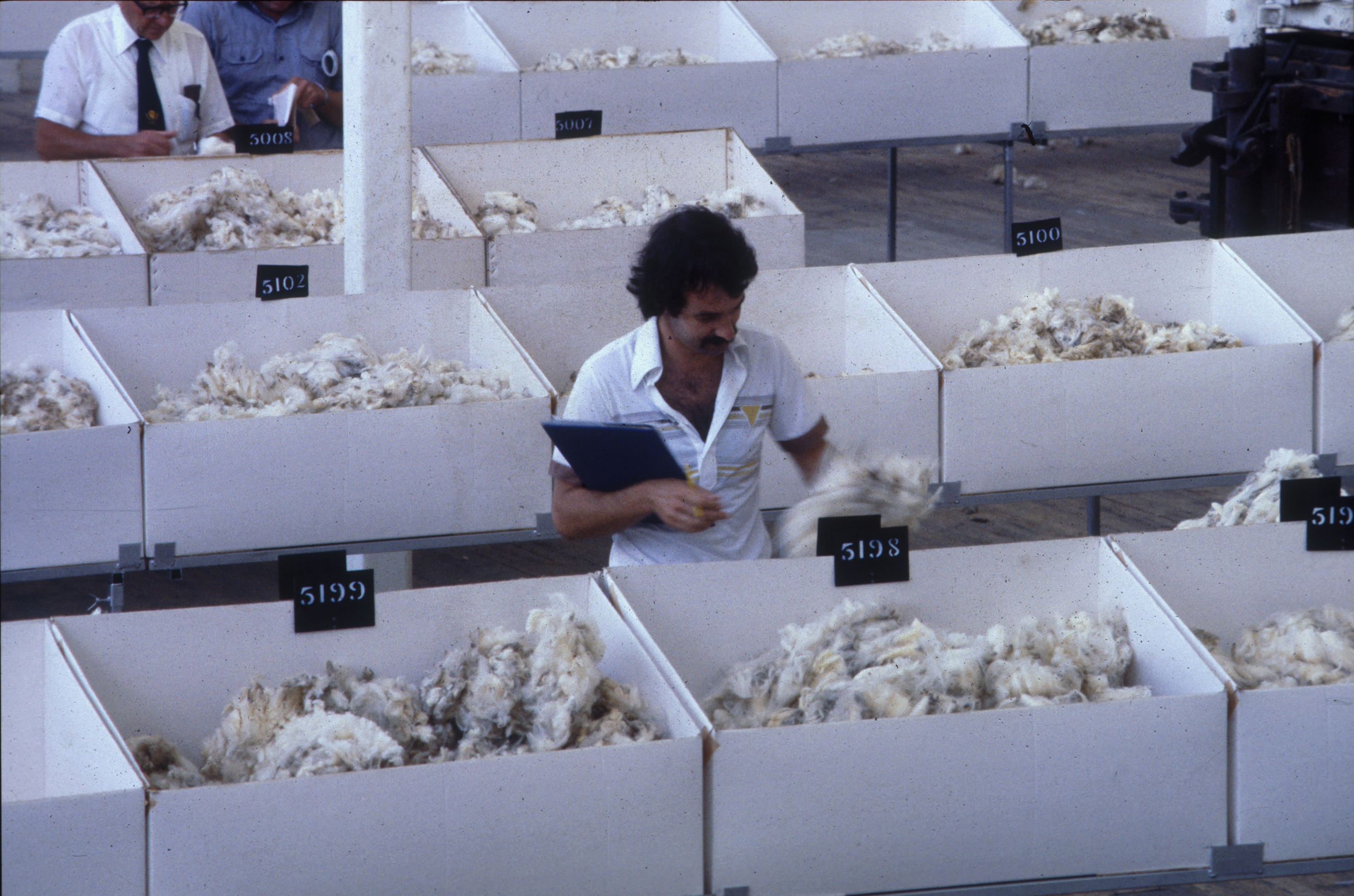
Cernita
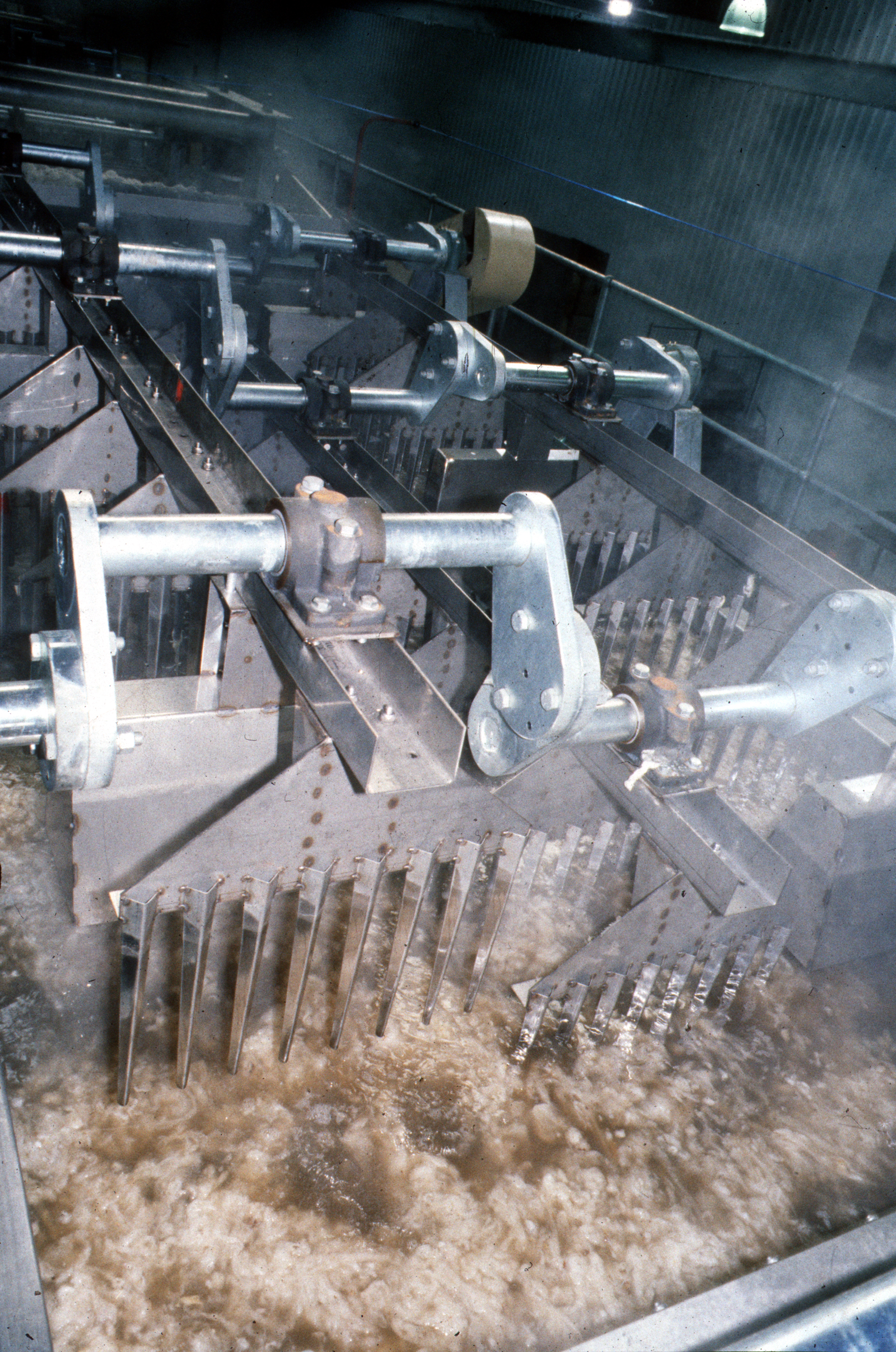
Lavatura
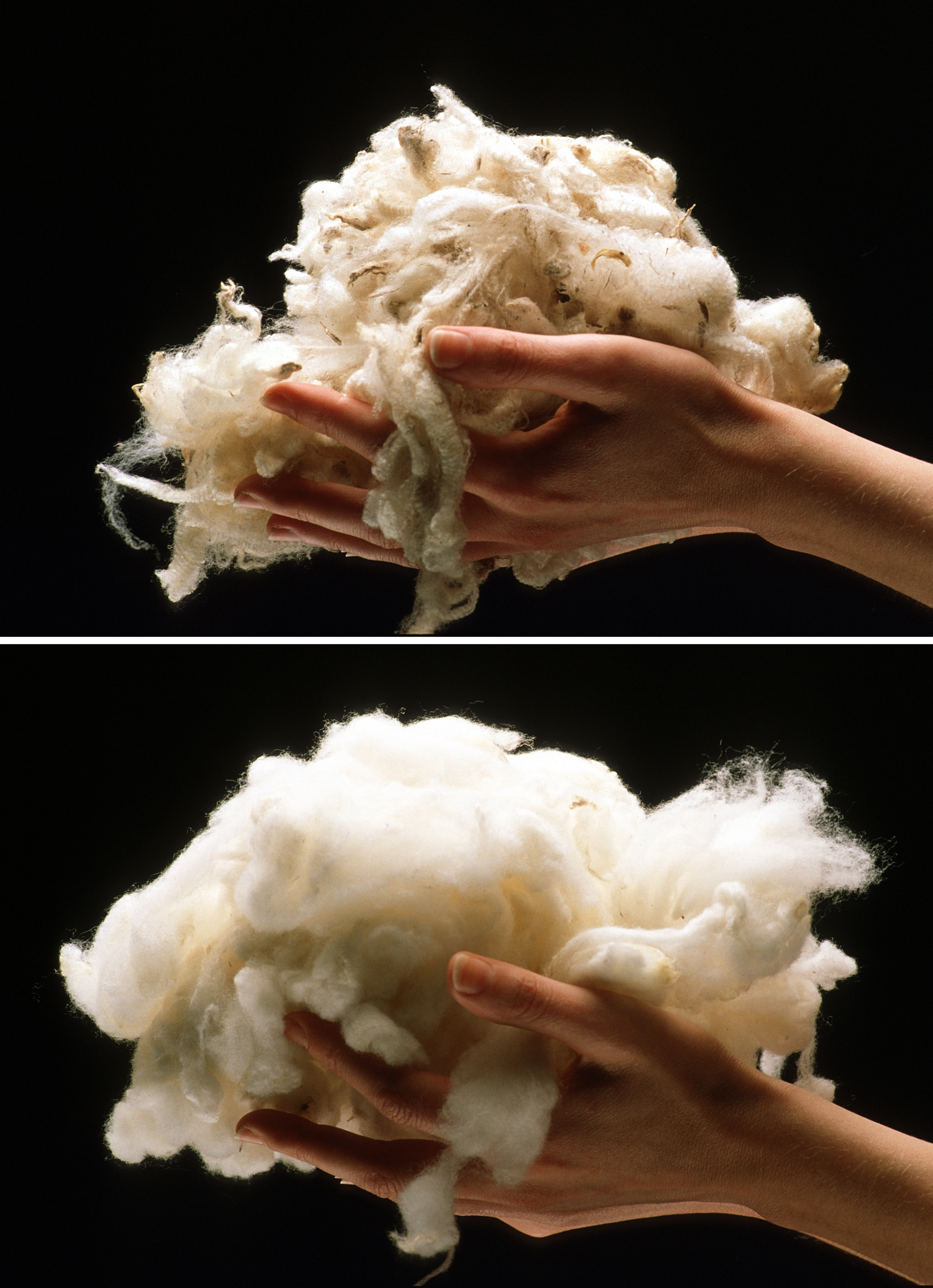
Fibre di lana prima e dopo la lavatura
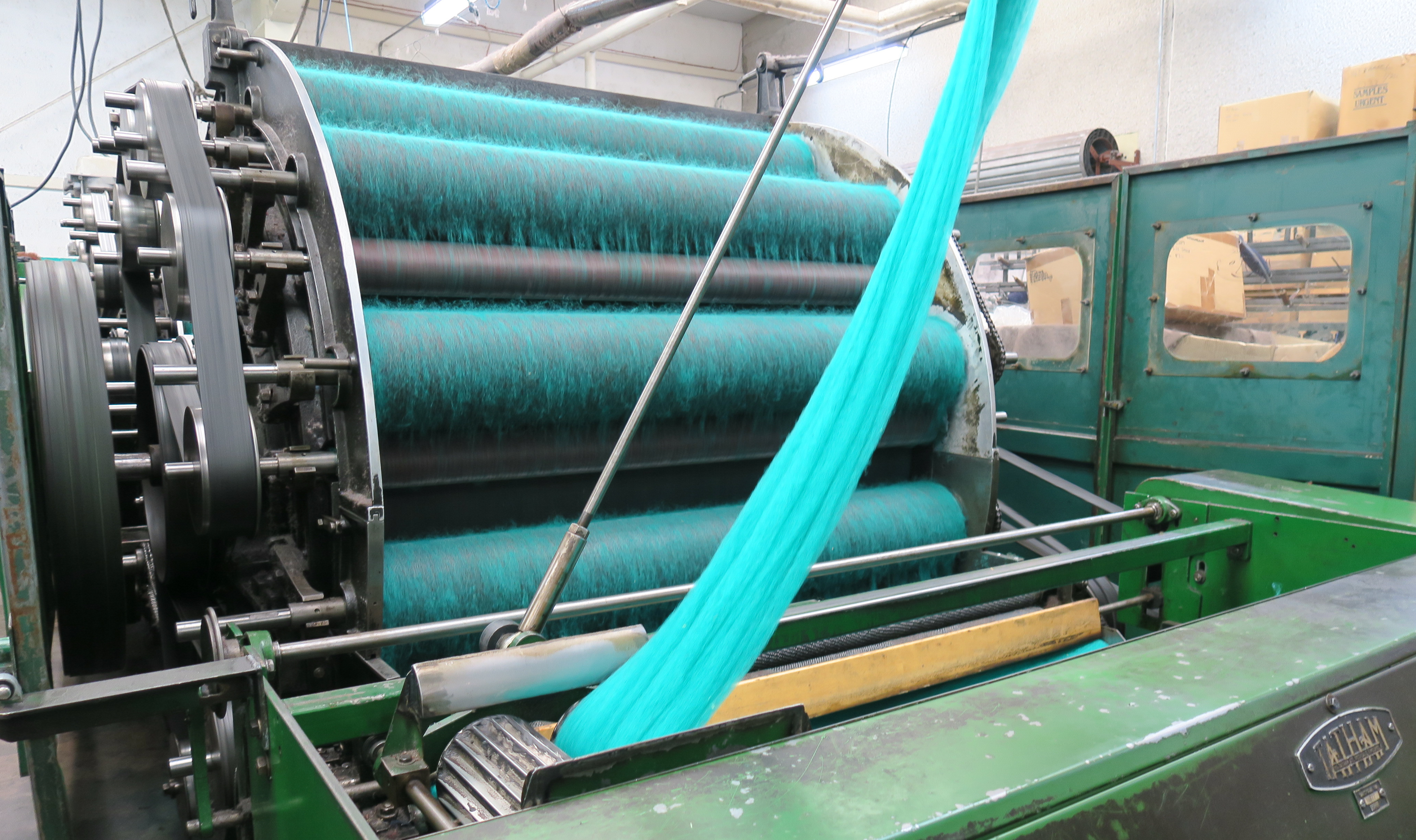
Cardatura
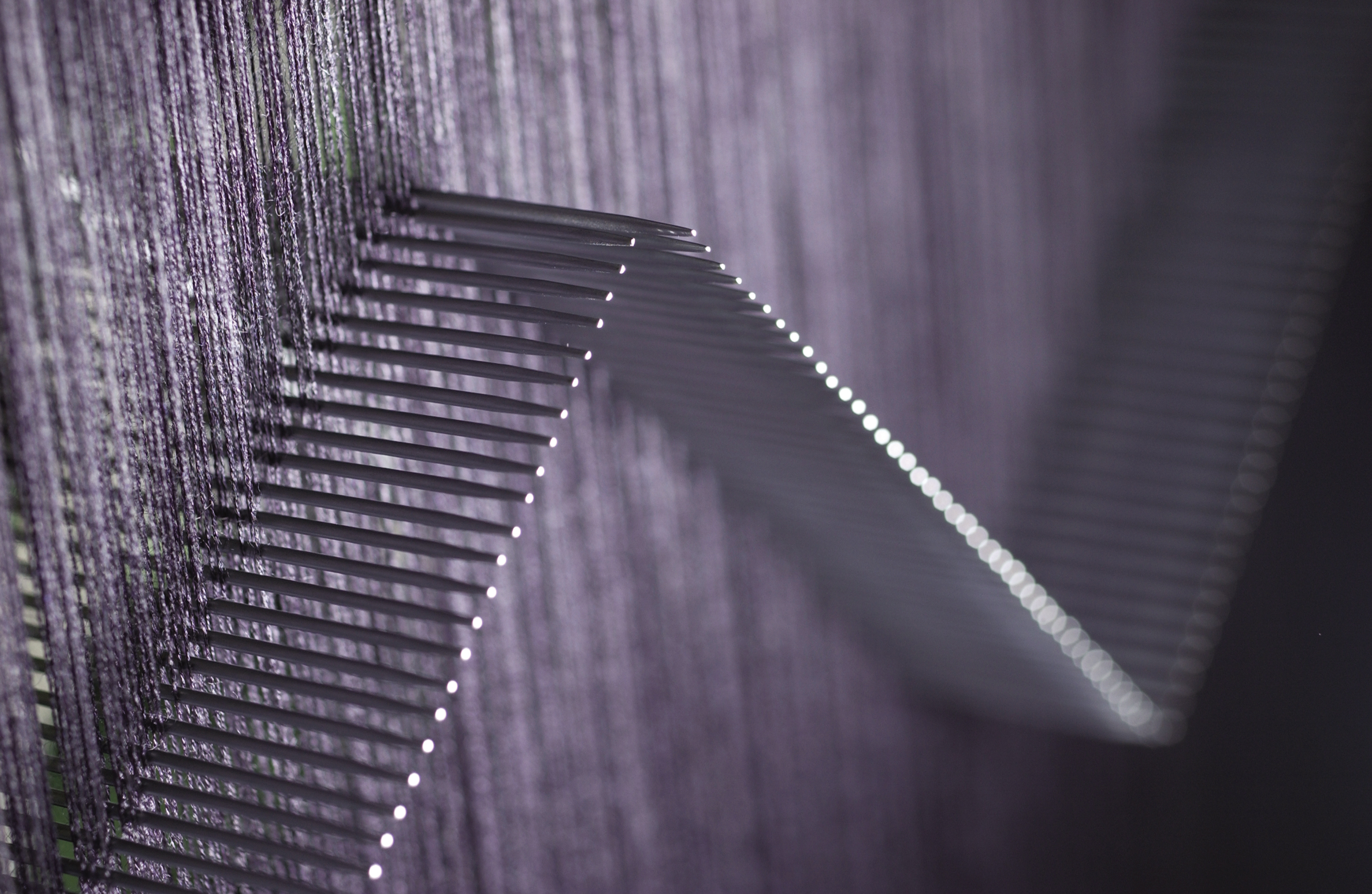
Pettinatura
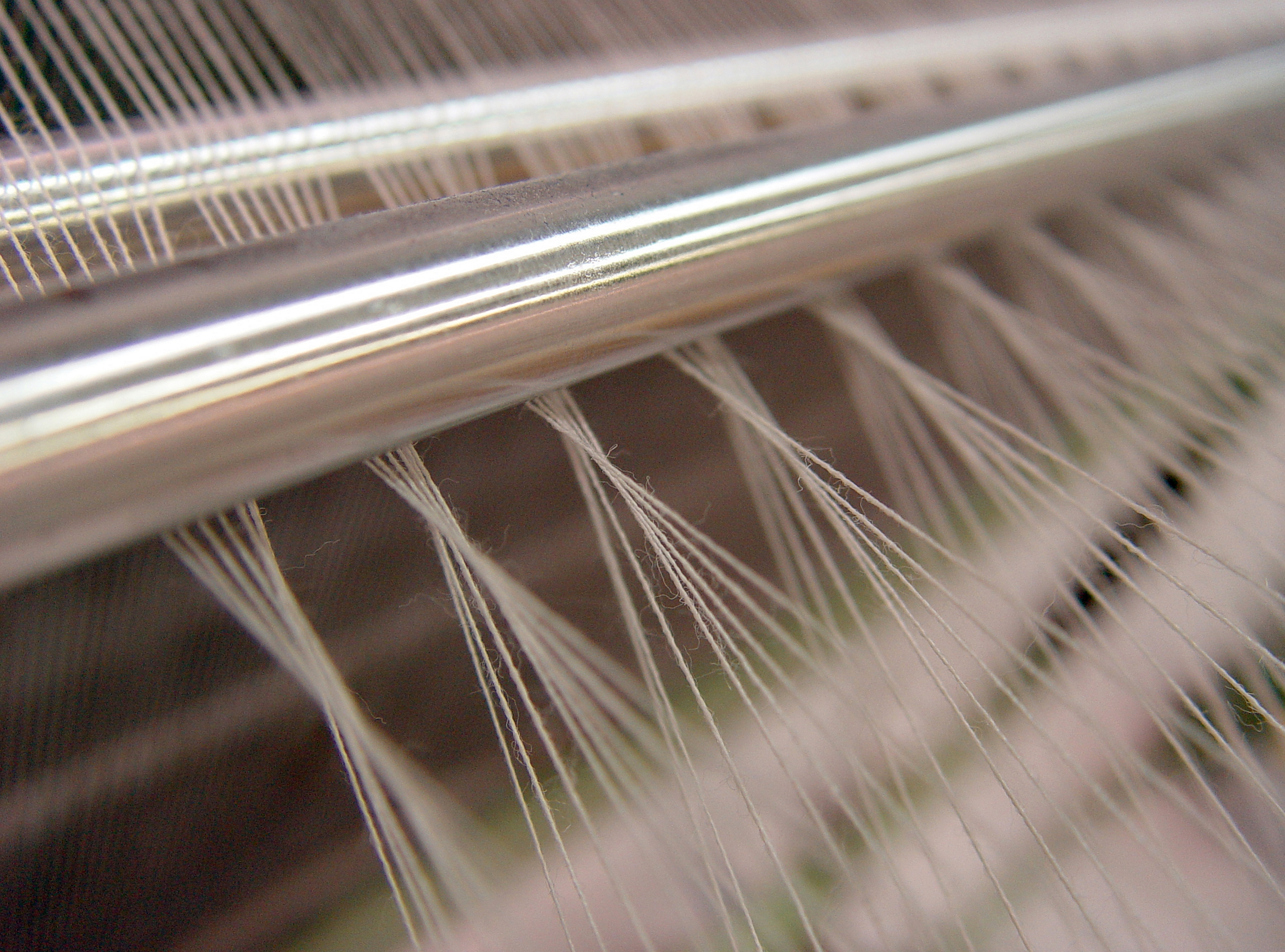
Tessitura
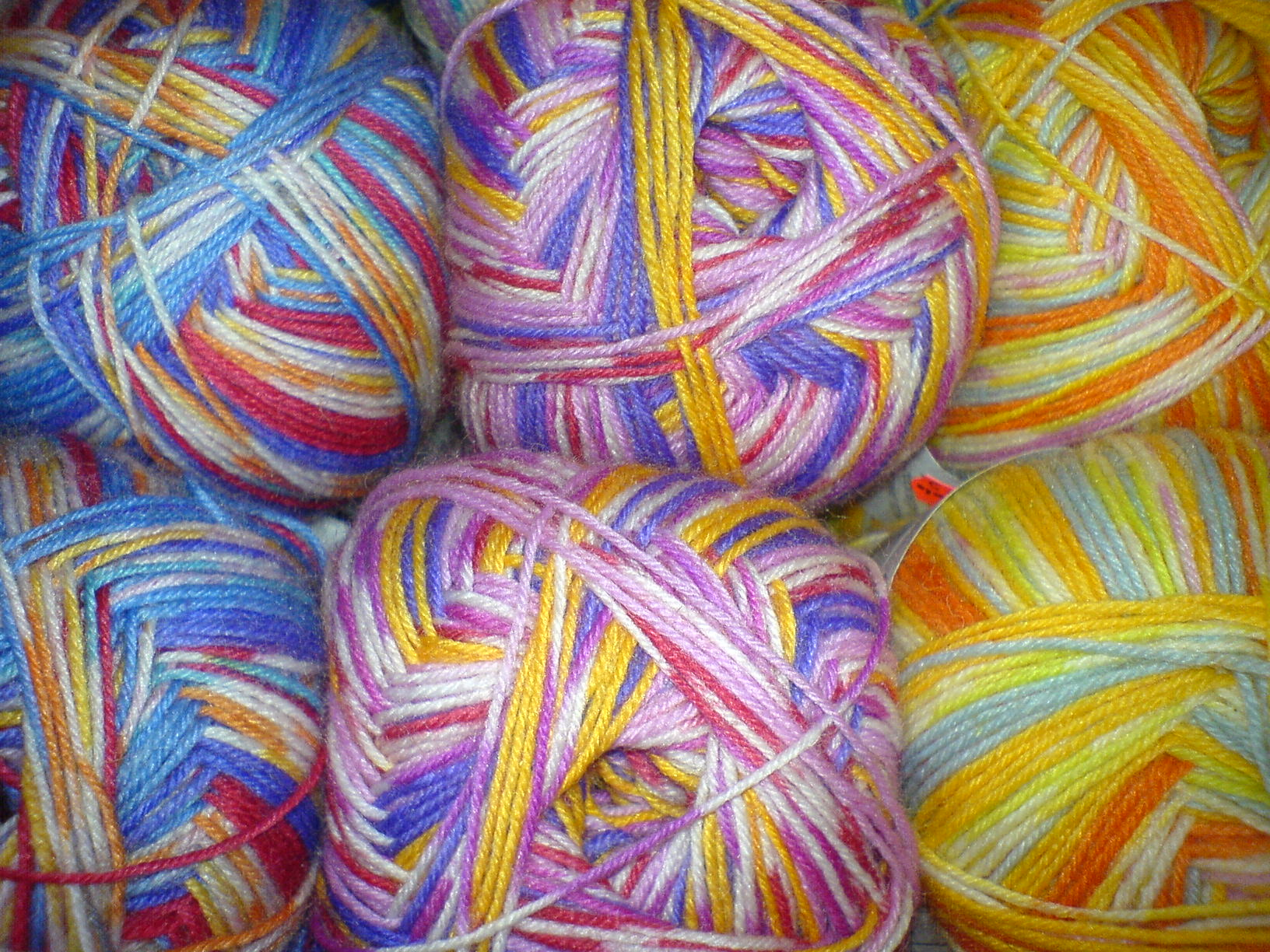
Gomitoli di lana
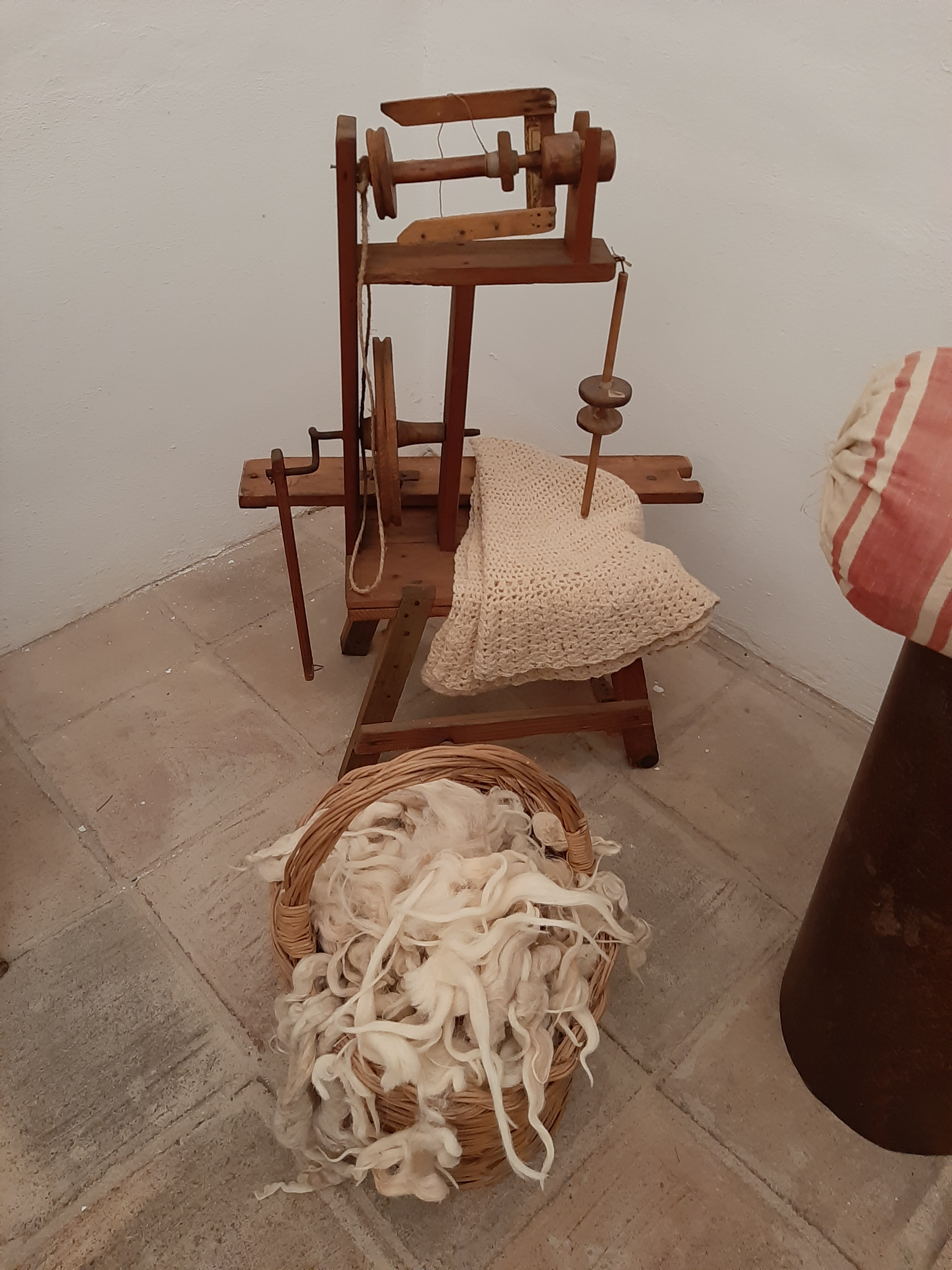
Strumenti tradizionali per la lavorazione della lana in Sicilia (Museo civico Nicola Barbato, Piana degli Albanesi)

## Produzione mondiale
| I maggiori produttori di lana nel 2018 | I maggiori produttori di lana nel 2018 |
| Paese                                  | Produzione (tonnellate)                |
| -------------------------------------- | -------------------------------------- |
| Cina                                   | 341.120                                |
| Australia                              | 328.608                                |
| Nuova Zelanda                          | 122.227                                |
| Regno Unito                            | 70.467                                 |
| Turchia                                | 65.030                                 |
| Marocco                                | 64.948                                 |
| Russia                                 | 50.211                                 |
| Iran                                   | 49.064                                 |
| Pakistan                               | 45.444                                 |
| Argentina                              | 42.000                                 |
| Sudafrica                              | 41.899                                 |
| Turkmenistan                           | 41.814                                 |
| Kazakistan                             | 39.492                                 |
| India                                  | 37.887                                 |
| Uzbekistan                             | 35.115                                 |
| Algeria                                | 34.718                                 |
| Uruguay                                | 30.707                                 |

## Utilizzi
La lana è usata principalmente come fibra tessile nella fabbricazione di vestiario, coperte, tappeti, tessuti per arredamento e imbottiture (cuscini e materassi). Non è impiegata invece nei tessuti usati in ambito tecnico ed industriale.
Spesso viene mescolata con altre fibre, in particolare:
- seta (per capi di pregiata fattura);
- cotone e lino (per la produzione di maglieria intima);
- poliestere (per indumenti estivi);
- fibre acriliche (per produrre filati di maglieria).

La lana di pecora viene utilizzata inoltre sotto forma di materassini come materiale biotecnologico nell'ambito dell'edilizia, per isolare termicamente tetti e pareti degli edifici. In questo caso, subisce le stesse lavorazioni di lavatura della lana per maglieria o tessitura, viene cardata con gli stessi macchinari ed anziché essere filata, viene agugliata e confezionata in rotoli, così da permettere l'utilizzo sia in verticale che in piano. La densità non deve essere mai inferiore ai 30 kg/m³ e lo spessore del materassino non inferiore ai 5 cm.

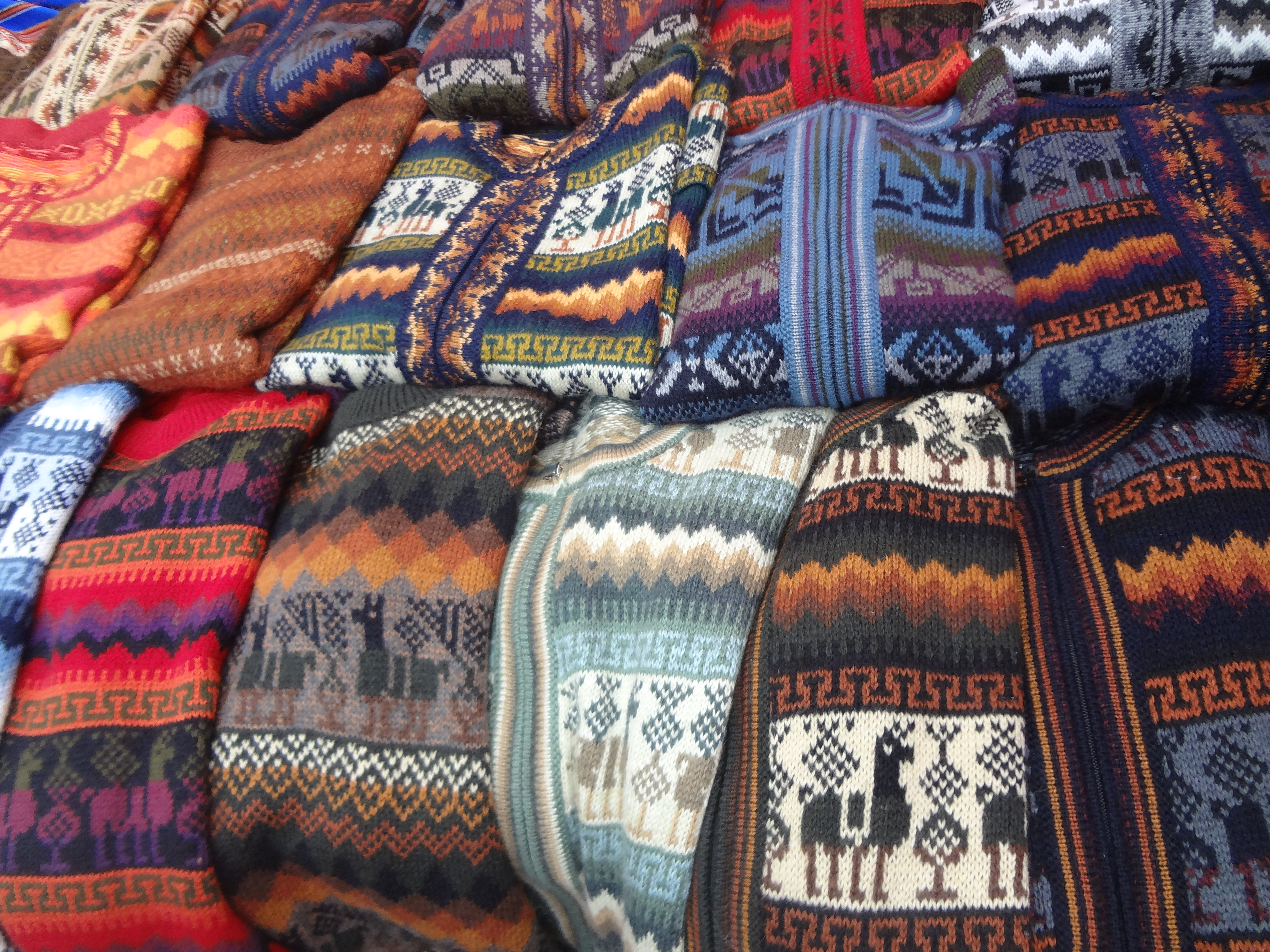
Maglioni in lana di alpaca
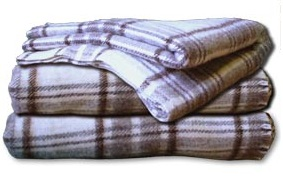
Coperta di lana
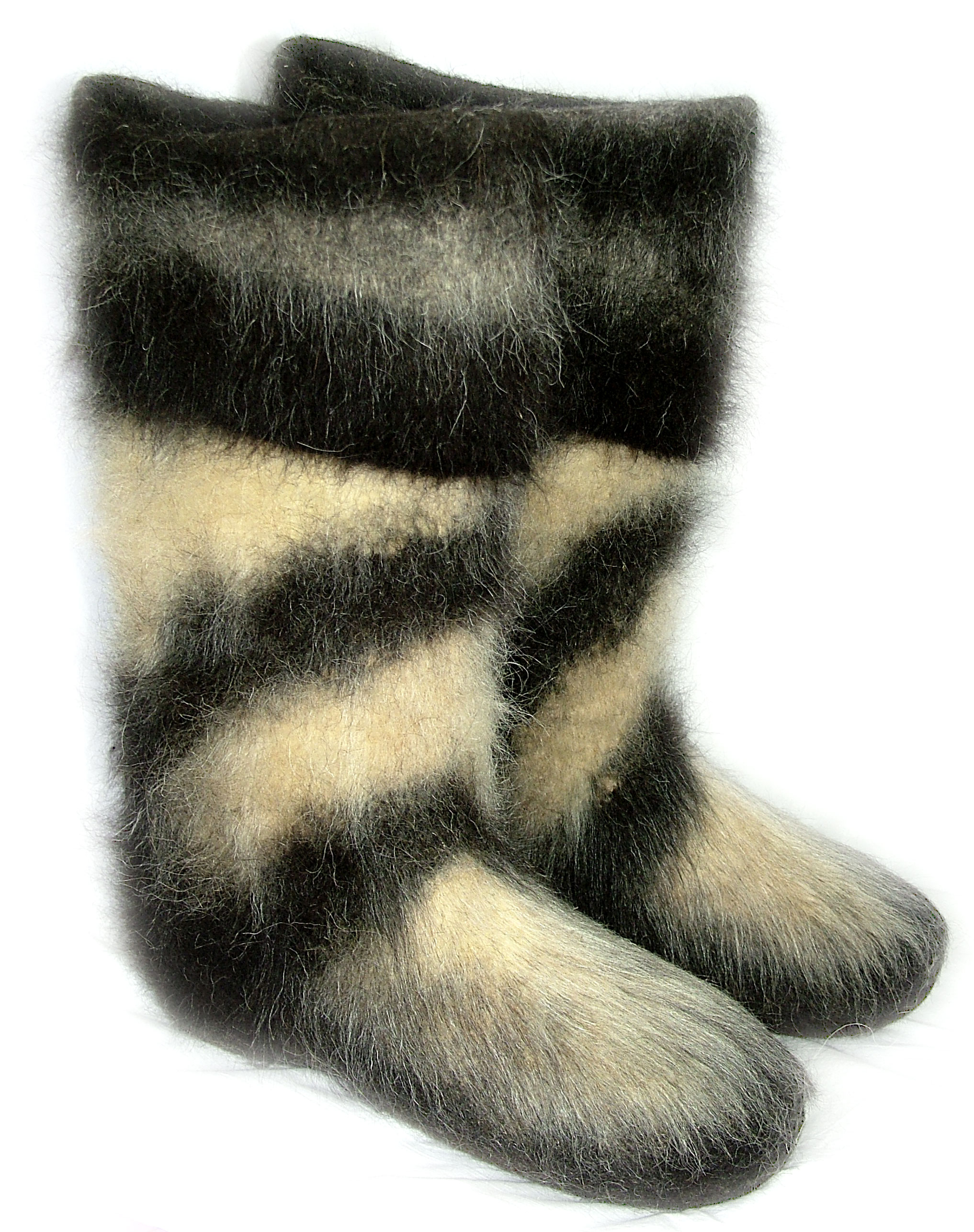
Calzature in lana di cammello
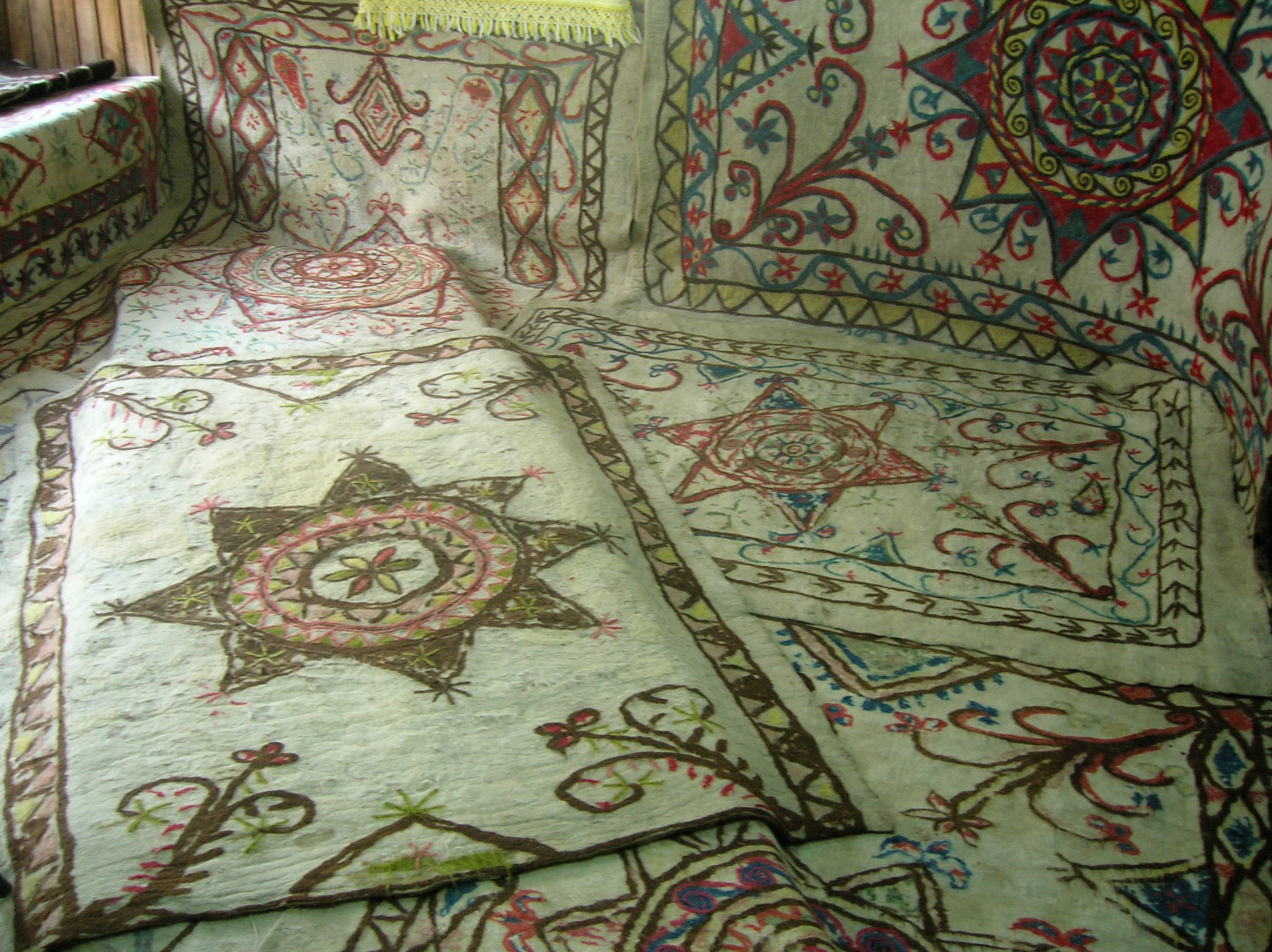
Tappeti di lana in Bulgaria
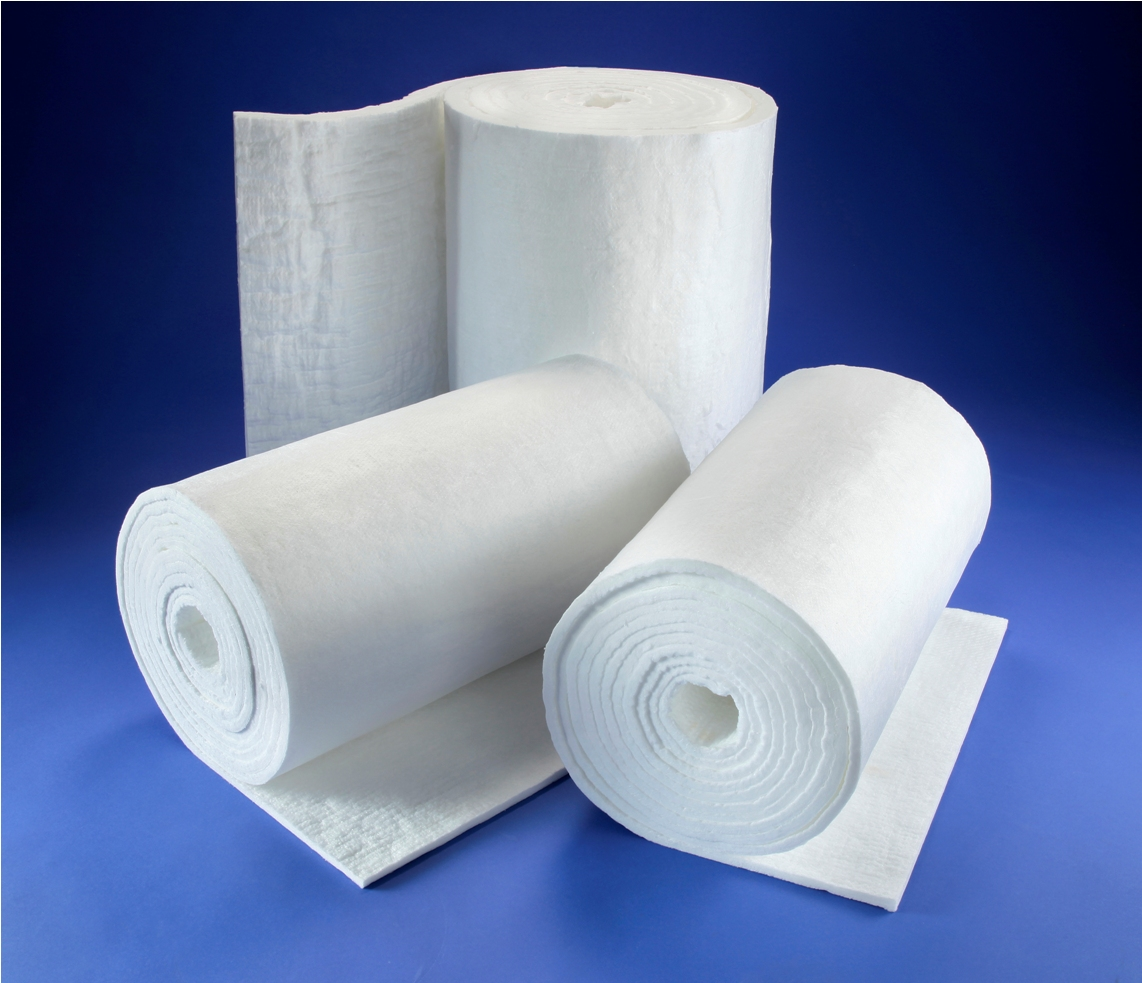
Materassini isolanti di lana